# ادوار ایو
ادوار ایو (انگلیسی: Édouard Yves؛ زادهٔ ۲۶ اکتبر ۱۹۰۷) ورزشکار شمشیربازی اهل بلژیک است.
وی در مسابقات کشوری و بین‌المللی در مجموع برندهٔ ۱ مدال برنز شده‌است.